# ヴィーラ (妖精)

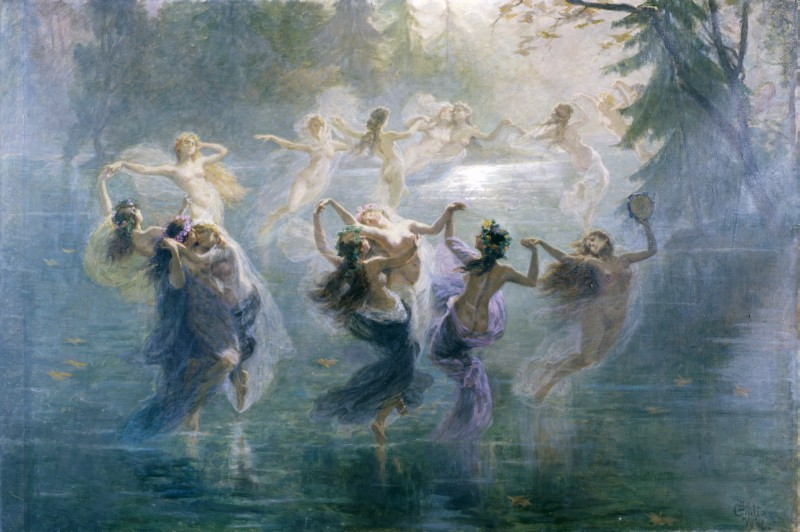
水面で踊るヴィーラ("Le villi"), バルトロメオ・ジュリアーノ, 1906年

ヴィーラ[ˈviːla]（複数形: vile または víly [ˈviːli]; ブルガリア語: vila, diva, juda, samovila, samodiva, samojuda; チェコ語: víla, samodiva, divoženka; 古東スラヴ語: vila; ポーランド語: wiła; セルビア・クロアチア語: vila; スロバキア語: víla; スロベニア語: vila）はニンフに似たスラブの妖精である。
ヴィーラは主に南スラブで知られているが、西スラブの神話にもいくつかの派生が存在する。15世紀チェコにおいてヴィーラ(víla)は森の精霊を意味し、ヴィリツェ（チェコ語: Vilice）、ヴィロフ（チェコ語: Vilov）、ヴィリーン（チェコ語: Vilín）などの古地名にその名残を見ることができる。 ロシアではヴィーラは11世紀ごろ最初に言及されている。しかしこれが真にロシアの民間伝承の一部なのか、それとも文学的伝統なのかは不明である。ヴィーラとルサールカには共通する特徴があり、エドムンド・シュネーヴァイスは二つが同一であると主張している。

## 語源
ヴィーラの語源は明確にはわかっていない。ありうる説明は、動詞のviti (風が吹く) 教会スラヴ語: vichъrь (つむじ風)、サンスクリット: vāyú- (空気)、究極的にはインド・ヨーロッパ祖語: u̯ēi̯o- (風)である。
古ポーランド語においてヴィーラ(wiła)は狂人も意味し、『ポリカープ師の死との対話』にその例を見ることができる。アレクサンダー・ブルックナーによると、これはヴィーラを見た人間は気が狂うと信じられていたためである可能性がある。いくつかの言語でヴィーラは悪魔、またはその犠牲者を意味するようになった。ダリミル年代記(3, 53)にはヴィーラが（古ポーランド語同様
「愚か者」「狂人」を意味する単語として示されている。
サモディバのdivaは複数の言語で神を意味する言葉となっている印欧祖語の語幹dalであり、この語源が後に森人の伝承と混ざり合った可能性がある。samoはスラブ語の強調の接頭辞である。

## 民間伝承
ナタリー・コノネンコによるとヴィーラ(vilas)は自然の女性の精霊であり、人間とはあいまいな関係にある。おとぎ話では、ヴィーラは悪意をもって人間とかかわることもあれば(人々を殺す、作物を破壊する)、魔法の道具や馬をさずけて主人公を手助けすることもあった。ヴィーラは嵐やその他の自然現象を自在に操り、白鳥や狼、ハヤブサや馬などいくつかの動物に変身できるとされた。ヴィーラの力の源となるのはその髪であり、それが1本でも失われればそのヴィーラは死ぬか、動物への永久的な変身を遂げるとされていた。

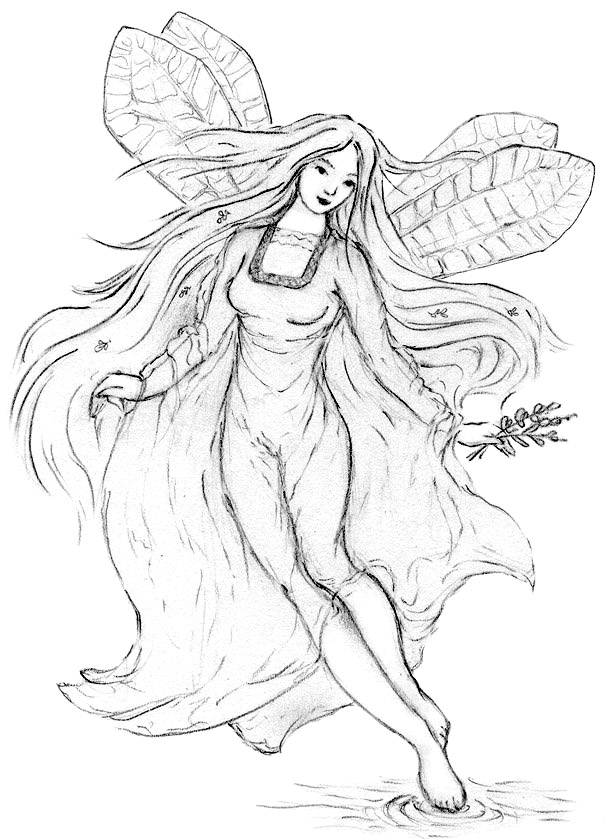
ポーランド人アーティストによるwiłaの素描

ヴィーラは3種類存在した。ひとつ目は野と森にすむもの(セルビア・クロアチア語: zagorkinje, pozemne vile)、ふたつ目は水辺にすむもの(セルビア・クロアチア語: brodarice, povodne vile)、そして雲や空気にすむもの(セルビア・クロアチア語: vile oblakinje, zračne vile)である。夜、彼女たちはパイプやドラムのような恐ろしい音を発しながら雲の上を歩き回った。彼女たちに呼びかけたものは動けなくなるほど硬直し、病気に罹って1、2年以内に死ぬ。
ヴィーラは馬や牡鹿に乗るのを好み、狩りをし、蛇を鞭にして振り回し、輪舞(セルビア・クロアチア語: vilino kolo, ブルガリア語: samodivski igriška)でハンサムな強い男の愛をもとめ敵に相対した彼らを手助けしたりした。ヴィーラはしばしば戦士のような資質をしめし。ワルキューレを彷彿とさせるこの特徴はスラブ神話でも特異であった。またヴィーラは超自然的な癒しのわざも行使することもできた。ヴィーラは雲の端にみごとな城を築いた。彼女たちは矢で男の精神を惑わせた。子供を盗み、代わりに取り替え子を置いていくともされた。
ヴィーラはキリスト教伝来以前から人々の間で語られ、伝来後に加わった性質もあった。このようなものの中に、ヴィーラはキリスト教の祝日、とりわけイースターを重んじ、これを祝わない不敬な人間を殺す、あるいは罰するとするものがある。
ヴィーラは人間に対して非常に気まぐれだった。ヴィーラは若者の結婚を手助けし、雹嵐を警告し、困っている農民を助け、将来を予言する一方で、怒りのあまり畑を破壊し、雹や嵐、干ばつを引き起こした。また出会った男たちを死ぬまで踊らせたり、盲目にしたり、決して満たされない欲望で狂気に陥らせたりすることもあった。
セルビア叙事詩ではすべての英雄には選択的姉妹あるいは義姉妹 (セルビア・クロアチア語: posestrima)としてのヴィーラがいる。そのなかで最もよく知られているのはラヴィヨイラ(セルビア・クロアチア語: Ravijojla)である。この名はおそらくラファエルに由来する。義姉妹としてのヴィーラをもつ者は少女たちのなかにも存在し、美しさに磨きをかけてもらったり、遠くにいる恋人を守ってもらったりするというようなかたちで手助けされる。
ボスニア叙事詩でもヴィーラは存在感を発揮し、しばしば彼女たちは戦士たちの道を案内する。 また彼らが傷ついたときはそれを養い助ける。ひとりのヴィーラがフルニツァ兄弟を育て上げるおとぎ話はよく知られている。 兄弟のいっぽうはヴィーラから力を、もういっぽうは美しさを授かった。またほかのおとぎ話では、街の防衛に貢献するヴィーラの話が伝えられている。
ヴィーラはたいてい人間に友好的であるが、侮辱するもの、命令を無視したもの、輪舞に近づいたものにはおそろしい報復を行う。普段の温厚さはヴィーラとルサールカを区別する。人々は、ヴィーラがすんでいたと考えられている洞窟の前に花、食べ物、飲み物を置いて彼女たちを尊んだ。
チェコの伝統において、ヴィーラは敬われ、避けられでもしなければ、たいてい悪意ある存在である。 ヴィーラは長い髪をなびかせた美しい女性であり、主に森の中、辺境、森林の開拓地にすむ。彼女たちはその容姿と美声で、自分たちの土地に迷い込んだ男性を誘惑しようとする。ヴィーラは集団で暮らし、輪になって踊ることに熱心であるが、これも人々を陥れる手段のひとつであり、一緒に踊り始めたら二度と家に帰れないと信じられていた。
F. S. Copelandによるとスロベニアの民間伝承ではヴィーラは('白い貴婦人'と訳される)は出産中の女性や英雄を助ける、森、水域、山にすむ賢く慈悲深い存在である Copelandの他の記事によると、この言葉はクロアチア国境付近（ベラ・クライナなど）で知られていたが、スティリア州やビヨンド・ザ・ムラのスロベニア人の間でも「よく知られていた」という。

### 出自
ヴィーラの出自の説明は地域によって異なり、キリスト教の影響を受けてより分化を遂げた。
雨がやんで太陽が暖かく照りはじめ、空に虹が浮かぶとき、いくつかの花の露から生まれる自然の化身がヴィーラであるとするものがあった一方、キリスト教伝来後その性質は死霊に寄った。
たとえば、ヴィーラは非常に罪深いゆえに天国にも地獄にも迎えられない女性であったと語られた。スロバキアにおいて彼女たちは結婚式の前に命を落とした乙女の安らげぬ魂で、死後も夜をさまよい、若い男たちを死の輪舞に誘った。ポーランドとセルビアにおいては軽薄な人生のために神に呪われ死後の安らぎを得られなくなった高慢な少女で、生前の扱われかたに応じて人々を傷つけたり助けたりした。

## 魔術師との関係
民俗学者のエヴァ・ポークスによると、vilaという言葉はセルビア・クロアチア語で「妖精魔術師」を指すvilovnjak、vilenjak、vilenica、vilašなどの単語に残っている。歴史・民間伝承記録によれば、かれらはヴィーラに力を与えられた人々であった。
ヴィレニツァは幼少時にヴィーラに拐われ育てられた、または特別な知識を授かった女性を指し、村内では医療者や薬師として受け入れられた。かれらは魔女(ストリゲ)とは区別されていた。
1660年のドゥブロブニク共和国で行われた魔女裁判では、白い尼僧の姿をした「ヴィーラおばさん(Tetka Vila)」に知識を授かりヴィレニツァとなったと主張する女性が同地区に住む9人のストリゲを告発した。このうち2人は罪を自白し、死刑に処せられた。

## 近代以降の受容

### 辞書
ドイツのDamen Conversations Lexikonはヴィーラ(wila)を「古代スラブの黒き女神」、「現代のソルブ人の迷信の中では、婚約期間中に死んだ乙女の幽霊willenとしてよく知られる。それは妖精やエルフのように夜間歌や踊りを披露する集会を開き、誘い寄せられた人間を矢や接吻で殺す、いくぶん女吸血鬼的な性質を持った霊である」と説明している。 またハイネはヴィーラを「結婚式の前に死んでしまったために墓の中で安らかに眠ることができず、生前満足できなかったダンスへの情熱のために夜な夜な街道に集団で現れ、行きあった若い男を死ぬまで踴らせる哀れな乙女たち」、「花嫁衣装を着て、頭には花冠を飾り、指に輝く指輪をはめ、月明かりの下エルフのように踊る」としている

### 文学作品
ハインリヒ・ハイネは1835年に著した『ドイツ論』においてスラブの伝説としての"die Wilis"について鮮やかにつづっている。
イギリスのJ・K・ローリングのハリー・ポッターシリーズにおいて、ヴィーラ(英語風のveelaの綴りが用いられている)はおどろくほど美しい人間の女性に似た魔法生物である。彼女たちの歌と踊りは男性を酩酊状態にする。またこのヴィーラは怒るとハーピーのような恐ろしい姿に変わり、手から火球を放ち始める。第四巻ハリー・ポッターと炎のゴブレット、ハリー・ポッターとその友人家族らがクィディッチ・ワールドカップを観戦している場面で、ヴィーラはブルガリア代表のマスコットとして初登場する。フラー・デラクールはヴィーラの祖母をもつクォーターである

### 演劇とオペラ

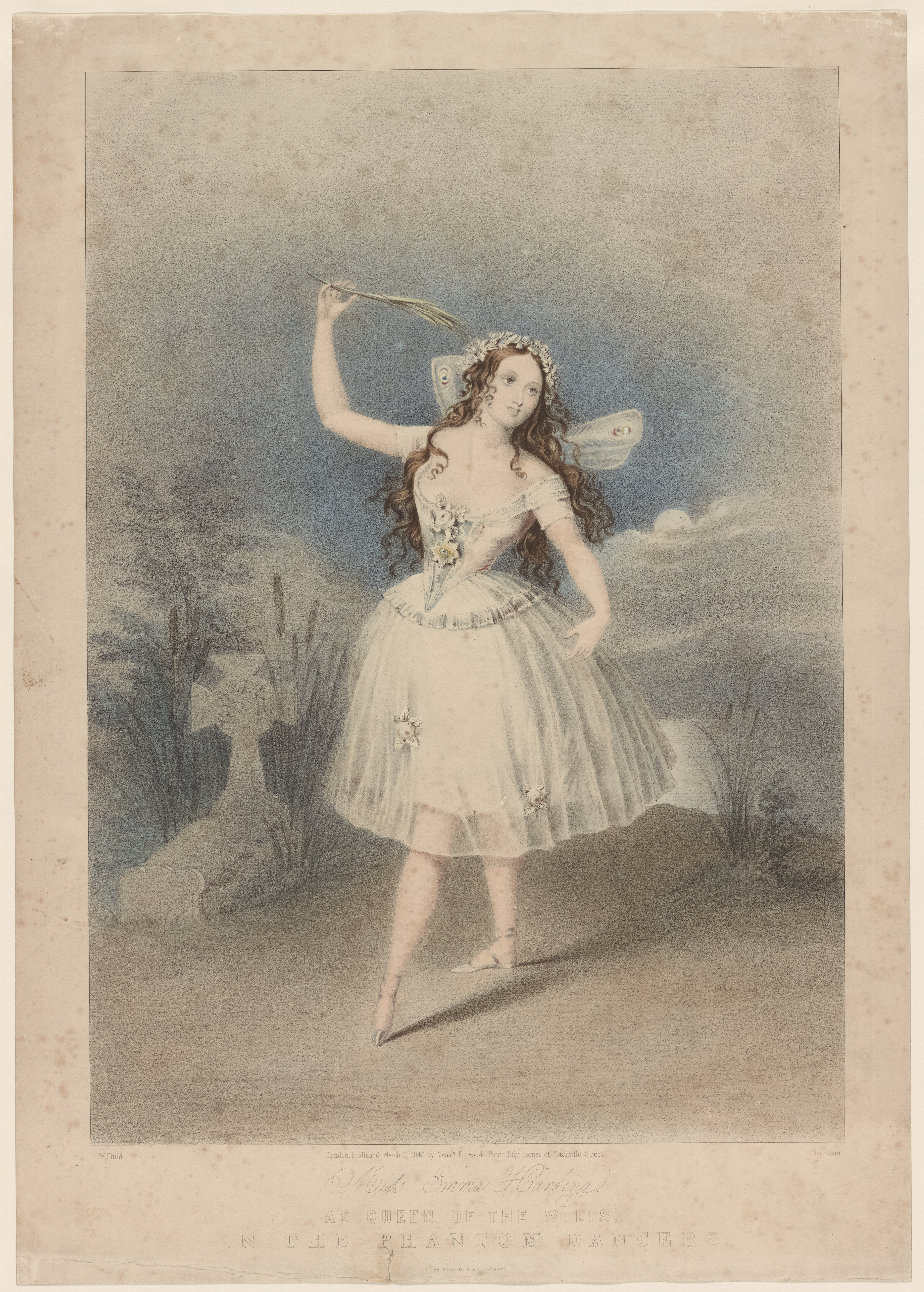
『ジゼル』の"ウィリの女王"に扮したエマ・ハーディング

ウィリス(wilis)は1841年パリで初公演されたアドルフ・アダンのロマン主義バレエ、『ジゼル』に登場する、恋人に裏切られ結婚式の前に死んだ少女たちの幽霊である。彼女たちは月明かりのさす森で踊り、若い男を捕まえて死ぬまで躍らせるが、夜明けとともに消える存在である。ヒラリオンは命を奪われるが、アルブレヒトは生前恋人であったジゼルにすんでのところで救われる。
イタリアのジャコモ・プッチーニが作曲した最初のオペラ『妖精ヴィッリ』は同じ題材を使用している。この作品は1884年5月ミラノのダル・ヴェルメ劇場で初演され、同年12月にトリノのレージョ劇場 (トリノ)でより大きな成功をおさめるために再編された。
オーストリアのフランツ・レハール作曲、ヴィクトル・レオンレオ・シュタイン台本の1905年のオペレッタ『メリー・ウィドウ』(ドイツ語: Die lustige Witwe)の劇中歌「ヴィリアの歌」(ドイツ語: Das Vilja-Lied)ではひとりの狩人が「森の魔女」ヴィリアに恋心を抱く。しかし、ヴィリアは消えてしまう。

### アニメーション
チェコスロバキアのヴァーツラフ・ベドジフが1975年に制作した連続テレビアニメ『アマールカ』は、霧とそよ風から生まれた森の妖精(víla)、アマールカを主人公としている

## 関連文献
- Ajdačić, Dejan (5 May 2015). “Вила љубавница у књижевности српског романтизма [The Lover Fairy in Romantic Serbian Literature]” (セルビア語). Studia Mythologica Slavica 5:  191. doi:10.3986/sms.v5i0.1802.
- Juric, Dorian (2010). “A Call for Functional Differentiation of the South Slavic Vila”. The Journal of Indo-European Studies 38 (1–2):  172–202. INIST:23214776 ProQuest 1095612316.
- Jurić, Dorian (2023). “Where Does the Vila Live? Returning to a Simple Question”. Folklore 134 (1):  48-72. doi:10.1080/0015587X.2022.2093966.
- Miller, Dean (2012). “Supernatural Beings and 'Song and Dance': Celtic and Slavic Exemplars”. Studia Celto-Slavica 6:  101–112. doi:10.54586/VOJO4470.